# M3 Amphibious Rig

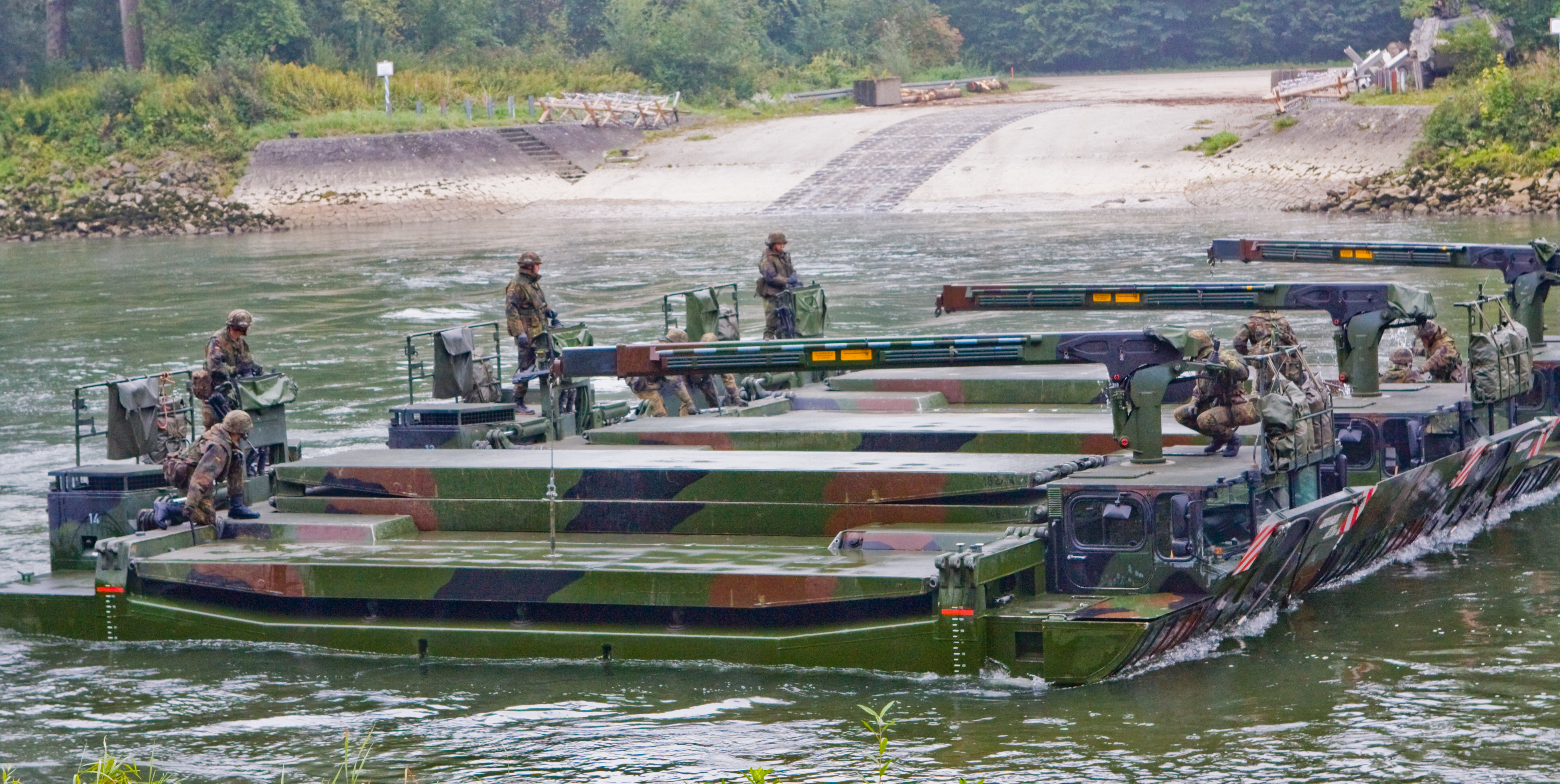

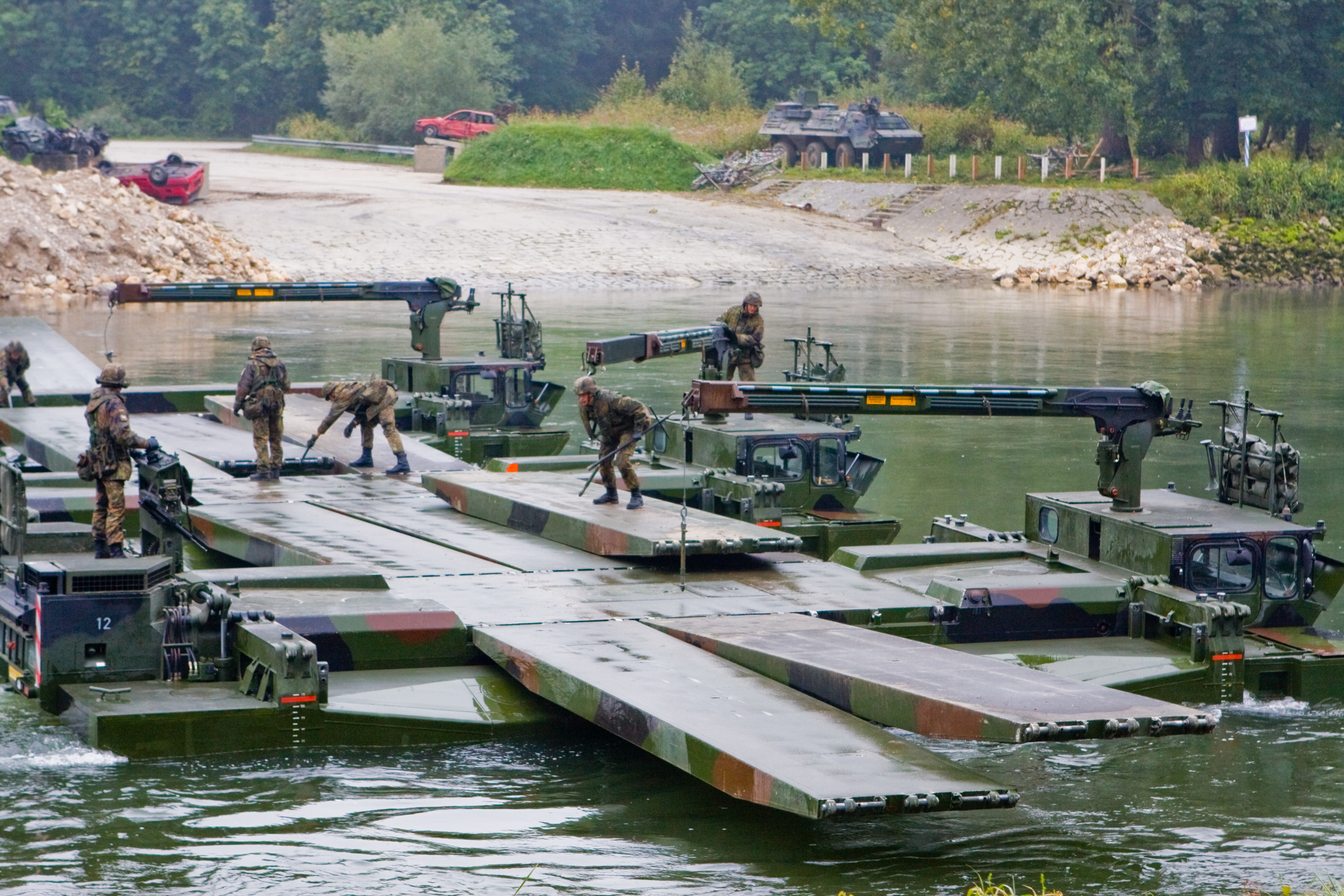
Устанавливаются два алюминиевых понтона

M3 Amphibious Rig — германская военная машина-амфибия, используется для переправы танков и других транспортных средств через водные преграды. Из них могут собираться как мосты так и паромы.
Разработана немецкой фирмой Eisenwerke Kaiserslautern концептуально очень схожа с машиной M2 производства этой же компании. Имеет два больших развертывающихся алюминиевых понтона для повышения плавучести на воде, которые перевозятся на крыше машины.
Разработка M3 началась в 1982 году, а окончательный прототип был создан через 10 лет в 1992 году. Первые 64 серийные было построены в 1994 году, и он поступил на вооружение в сухопутные войска Германии, а в 1996 году и британской армии.
M3 были также приняты на вооружение войсками Китайской Республики (Тайвань) и армией Сингапура.
Улучшенная версия, известная как M3G, состоит на вооружении Тайваня и Сингапура. Эта версия оснащена бронированной кабиной, системой кондиционирования воздуха и рядом других усовершенствований .

## ТТХ
- Экипаж 3 человека
- Длина: 12,82 м
- Ширина (боковые поплавки сложены): 3,35 м
- Ширина (боковые поплавки разложены): 6,57 м
- Высота (колеса в нормальном положении) 3,93 м
- Вес: 26 т
- Дорожный просвет : 0,70 м